# Walt Disney Studios Park
Walt Disney Studios Park je zábavní park v rekreační oblasti Disneyland Paris ve Francii. Vznikl v roce 2002 v sousedství parku Disneyland Park a železniční stanice Marne-la-Vallée Chessy.
Tématem parku při otevření byly filmy a filmová studia. Hlavní budovy mají vzhled filmových ateliérů. V roce 2010 v parku přibyla oblast Toy Story Playland, podle filmové série Příběh hraček. V roce 2022 byla otevřena část parku Avengers Campus z prostředí Marvel Cinematic Universe.
V letech 2015 až 2019 se návštěvnost parku pohybovala kolem 5 miliónů návštěvníků ročně.

## Části parku

### Front Lot
Vstupní část parku tvoří budova Disney Studio 1, stylizovaná jako filmový ateliér. Uvnitř jsou obchody a restaurace.

### Production Courtyard
Pokračování filmové části, obsahuje budovy pro divadelní představení. Dominantou je budova atrakce HollyWood Hotel: Tower of Terror. Děj atrakce odkazuje na seriál Twilight Zone. Tato část původně pokračovalo ulicí Hollywood Boulevard, od roku 2022 je ale na jeho místě Avengers Campus.

### Avengers Campus
Část parku otevřená v roce 2022 s atrakcí Spiderman WEB Adventure a horskou dráhou Avengers Assemble: Flight Force. Tato dráha vznikla přeměnou původní atrakce Rock'n Roller Coaster.

### Worlds of Pixar
Část otevřená původně v roce 2010 jako Toy Story Playland s atrakcemi z Příběhu hraček. Později přibyly atrakce z dalších filmů studia Pixar, jako Hledá se Nemo (Crush's Coaster), Ratatouille nebo Auta. Atrakce Cars Road trip, kde návštěvníci cestují vyhlídkovým vláčkem, původně projížděla celým parkem jako Studio Tram Tour.

### Budoucí rozšíření
V roce 2018 oznámil Bob Iger, CEO Walt Disney Company, plán rozšíření parku v hodnotě 2 miliard euro. Plán zahrnoval tři nové oblasti s tématy Marvel, Ledové království a Star Wars. Marvel část je v provozu od roku 2022 jako Avengers Campus. Oblast s tématem Ledového království je v březnu 2023 ve výstavbě. Část se Star Wars tematikou už v oznámení z roku 2022 nefiguruje.

### Zaniklé atrakce
Rock'n Roller Coaster byla původní horská dráha parku, v jejím hudebním videu účinkovala skupina Aerosmith. Dráha byla přebudována a od roku 2022 je součástí Avengers Campusu jako Avengers Assemble: Flight Force.
Armageddon: Les Effets Spéciaux byla atrakce simulující natáčení scén na stanici Mir z filmu Armageddon, s využitím speciálních efektů. Atrakce byla uzavřena v roce 2019 v rámci výstavby Avengers Campus.
Moteurs... Action!: Stunt Show Spectacular byla kaskadérská show s auty a motocykly. I ta ustoupila rozšíření Avengers Campus.